# Ministerium für Kultur und Wissenschaft des Landes Nordrhein-Westfalen

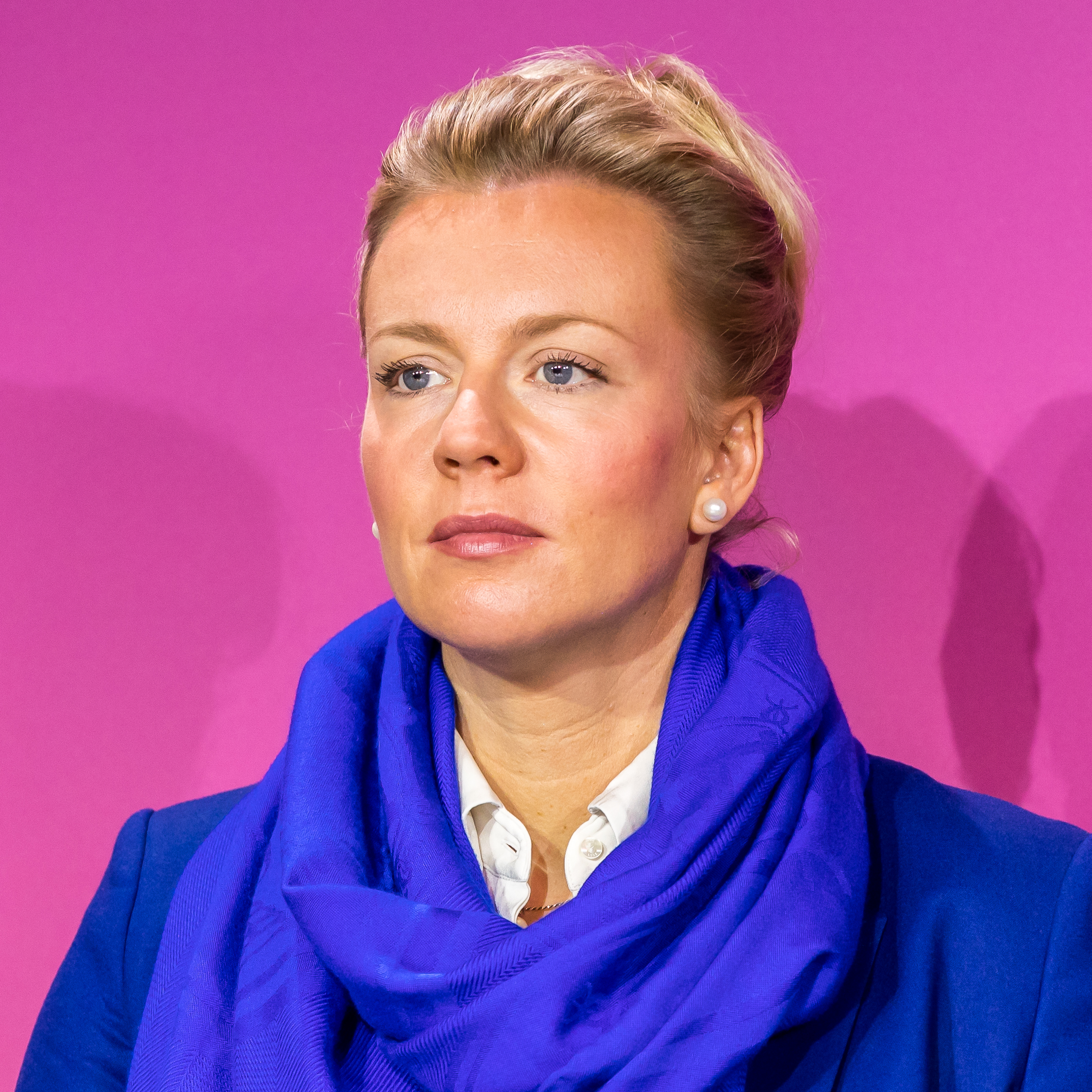
Ministerin Ina Brandes (CDU)

Das Ministerium für Kultur und Wissenschaft des Landes Nordrhein-Westfalen (Abkürzung: MKW NRW) ist eines von zwölf Ministerien in der Landesverwaltung des Landes Nordrhein-Westfalen.

## Geschichte
Das Ministerium wurde 1970 geschaffen. Zwischen 1998 und 2002 war es mit dem heutigen Ministerium für Schule und Bildung zusammengefasst. In jetziger Form besteht es seit Juni 2017. Folgende Namen trug es seit 1970:
| Zeitraum  | Bezeichnung                                                          |
| --------- | -------------------------------------------------------------------- |
| 1970–1998 | Ministerium für Wissenschaft und Forschung                           |
| 1998–2000 | Ministerium für Schule und Weiterbildung, Wissenschaft und Forschung |
| 2000–2002 | Ministerium für Schule, Wissenschaft und Forschung                   |
| 2002–2005 | Ministerium für Wissenschaft und Forschung                           |
| 2005–2010 | Ministerium für Innovation, Wissenschaft, Forschung und Technologie  |
| 2010–2017 | Ministerium für Innovation, Wissenschaft und Forschung               |
| seit 2017 | Ministerium für Kultur und Wissenschaft                              |

## Sitz und Leitung

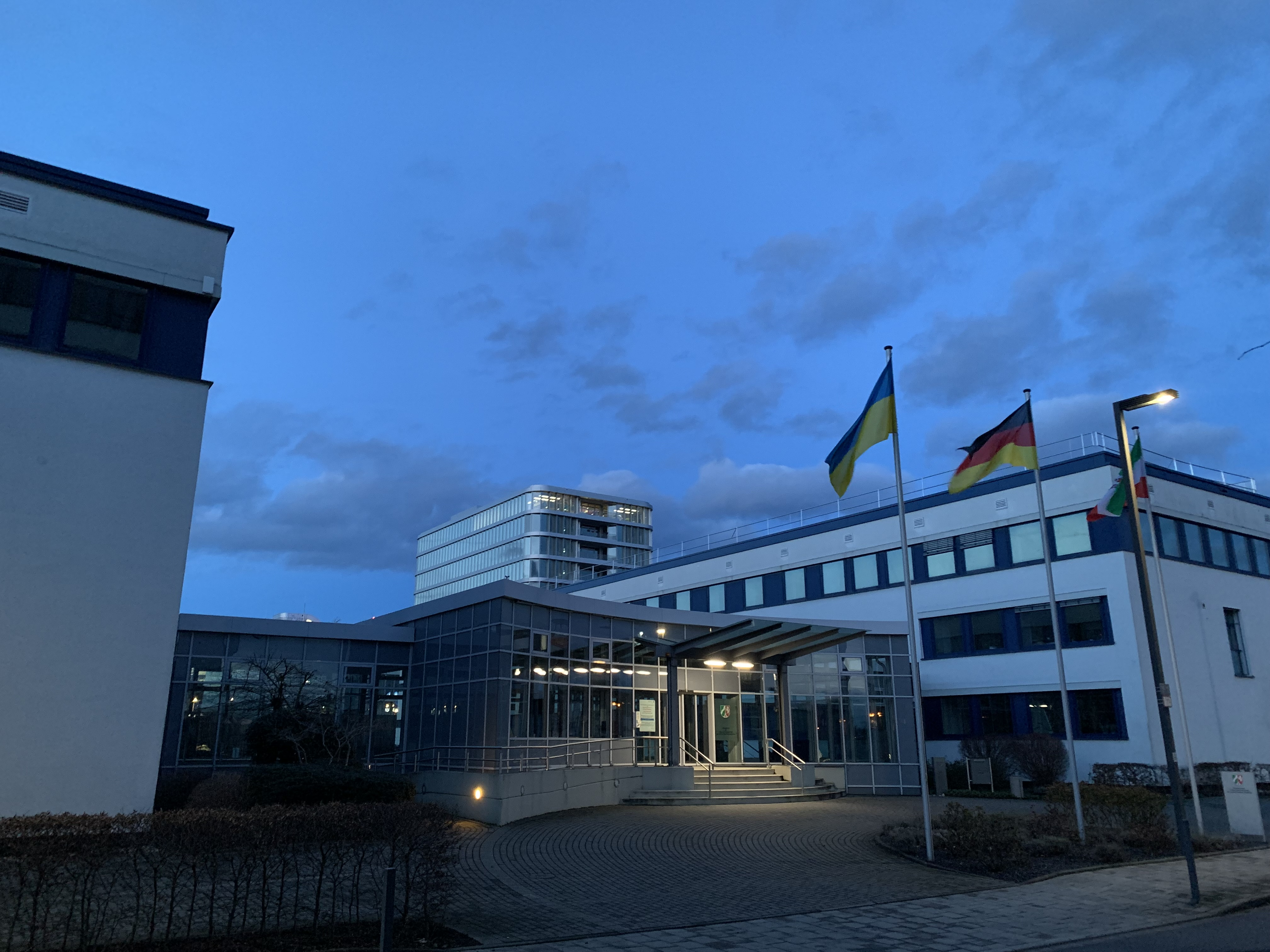
Amtssitz des Ministeriums für Kultur und Wissenschaft NRW

Das Ministerium hat seinen Sitz auf dem Behördengelände des Landes NRW an der Völklinger Straße 49 in Düsseldorf. Es liegt direkt neben dem Ministerium für Schule und Bildung des Landes Nordrhein-Westfalen und gegenüber dem Landeskriminalamt Nordrhein-Westfalen.
Die Leitung des Ministeriums hat seit dem 29. Juni 2022 Ministerin Ina Brandes (CDU) inne (Kabinett Wüst II). Als Staatssekretärin steht ihr Gonca Türkeli-Dehnert (ebenfalls CDU) zur Seite.

## Bisherige Ministerinnen und Minister
| Name                                                              | Amtsantritt                              | Kabinett                                | Partei                                  |
| Minister für Wissenschaft und Forschung                           | Minister für Wissenschaft und Forschung  | Minister für Wissenschaft und Forschung | Minister für Wissenschaft und Forschung |
| ----------------------------------------------------------------- | ---------------------------------------- | --------------------------------------- | --------------------------------------- |
| Johannes Rau                                                      | 28. Juli 1970 4. Juni 1975               | Kühn II Kühn III                        | SPD                                     |
| Reimut Jochimsen                                                  | 20. September 1978                       | Rau I                                   | FDP                                     |
| Hans Schwier                                                      | 4. Juni 1980                             | Rau II                                  | SPD                                     |
| Rolf Krumsiek                                                     | 25. Oktober 1983                         | Rau II                                  | SPD                                     |
| Anke Brunn                                                        | 5. Juni 1985 12. Juni 1990 17. Juli 1995 | Rau III Rau IV Rau V                    | SPD                                     |
| Minister für Schule und Weiterbildung, Wissenschaft und Forschung |                                          |                                         |                                         |
| Gabriele Behler                                                   | 9. Juni 1998                             | Clement I                               | SPD                                     |
| Minister für Schule, Wissenschaft und Forschung                   |                                          |                                         |                                         |
| Gabriele Behler                                                   | 27. Juni 2000                            | Clement II                              | SPD                                     |
| Minister für Wissenschaft und Forschung                           |                                          |                                         |                                         |
| Hannelore Kraft                                                   | 12. November 2002                        | Steinbrück                              | SPD                                     |
| Minister für Innovation, Wissenschaft, Forschung und Technologie  |                                          |                                         |                                         |
| Andreas Pinkwart                                                  | 24. Juni 2005                            | Rüttgers                                | FDP                                     |
| Minister für Innovation, Wissenschaft und Forschung               |                                          |                                         |                                         |
| Svenja Schulze                                                    | 15. Juli 2010 21. Juni 2012              | Kraft I Kraft II                        | SPD                                     |
| Minister für Kultur und Wissenschaft                              |                                          |                                         |                                         |
| Isabel Pfeiffer-Poensgen                                          | 30. Juni 2017 28. Oktober 2021           | Laschet Wüst I                          | parteilos                               |
| Ina Brandes                                                       | 29. Juni 2022                            | Wüst II                                 | CDU                                     |

## Zuständigkeitsbereich
Der Kernauftrag ist die Stärkung des Kultur- und Hochschulstandortes Nordrhein-Westfalen.
Das Ministerium ist konkret zuständig für
- die Kulturpolitik und -förderung,
- die Universitäten und (Fach-)Hochschulen,
- die Kunst- und Musikhochschulen,
- die Universitätskliniken,
- außeruniversitäre Forschungseinrichtungen,
- die politische Bildung und
- die Weiterbildung

in Nordrhein-Westfalen.